# Czóbel Ernő
Czóbel Ernő (olykor Czobel, Žóbel vagy Zobel, Budapest, 1886. október 16. – Budapest, 1953. július 17.) diplomata, történész, műfordító, egyetemi tanár, pártmunkás, irodalomtörténész, politikus.

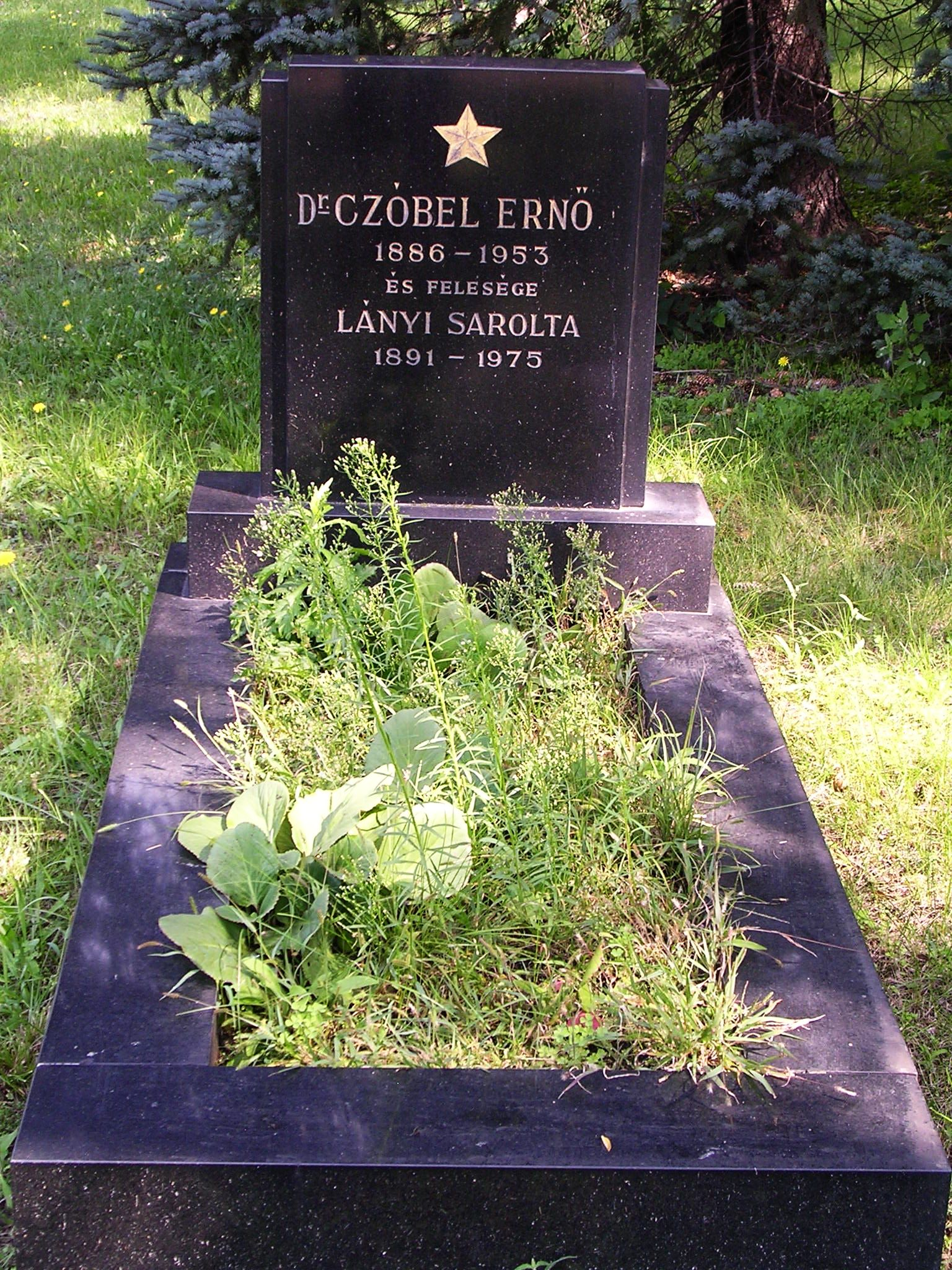
Sírja a Fiumei úti sírkertben (30/2-1-17)

## Élete

### Tanárságtól a katonaságig
Czóbel József és Kőnig Sarolta fiaként született zsidó családban. Már fiatalon, 17 éves korában belépett az MSZDP-be. 1911-ben magyar-német szakos középiskolai tanári diplomát és doktorátust szerzett. Budapesten kezdett tanítani, s ezzel egyidejűleg az MSZDP, illetve a Munka Szemléje, a Szocializmus, és a Huszadik Század munkájában is részt vett. Az első világháborút végigszolgálta, időközben pedig megszervezte a Városi Alkalmazottak Országos Szövetségét (VAOSZ). 1915-ben felvették a Martinovics szabadkőműves páholyba. 1915. január 30-án Budapesten, a Terézvárosban elvette Lányi Saroltát, s e házasságból született 1918-ban első gyermekük, Czóbel Anna egyetemi tanár. Az őszirózsás forradalom és az első magyar köztársaság alatt a főváros tanügyi osztályán dolgozott. A Magyarországi Tanácsköztársaság alatt előbb a Hadügyi, majd a Külügyi, később pedig a Közoktatásügyi Népbiztosság munkájában vett részt, majd a Budapesti Központi Forradalmi Munkás- és Katonatanács tagjaiból - mivel ő volt megbízva a Vörös Hadsereg csapatainak szervezésével - katonai alakulatot hozott létre, s 1919 május-júniusában részt vett a északi hadjáratban. Ezután közel két hónapon át a Magyarországi Tanácsköztársaság bécsi követeként dolgozott. Gyilkosságra való felbujtás vétsége címén 1919. augusztus 17-én délelőtt 9 órakor letartóztatták Budapesten. 1920. szeptember 30-án a Conti utcai fogházba szállították. 1920. december 23-án hatóság elleni erőszak bűntette címén 1 év 2 hónap börtönre és 1000 korona pénzbüntetésre ítélték.

### Emigrációban, majd ismét itthon
1922-ben a szovjet–magyar fogolycsere-akció keretein belül a Szovjet-Oroszországba, Moszkvába került, ahol a Marx–Engels–Lenin Intézetben dolgozott. Az ő irányításával teremtették meg az intézet Marx-gyűjteményét és rendeztek kiállítást Karl Marx halálának 50. évfordulóján (1933). Később szerkesztője lett a MEGA-nak, Marx és Engels műveinek első tudományosan feldolgozott gyűjteményes kiadásának, mivel mind Karl Marx, mind Friedrich Engels életét jól ismerte. Moszkvában a Vörös Tanárképző Egyetemen és a Csernisevszkij Történelmi Főiskolán is tanított. A Szovjetunióban koholt vádak alapján letartóztatták és elítélték, majd kilenc évig büntetőtáborban volt, ahonnan 1945 nyarán szabadult. Egy évig Moszkvában az Idegennyelvű Kiadónál dolgozott, majd 1947-ben hazatért. Haláláig Budapesten a Szikra Könyvkiadó munkatársa volt, ő irányította a marxizmus-leninizmus klasszikusainak magyar nyelvű kiadását, illetve a Budapesti Tudományegyetemen is vállalt tanári állást.
A Kerepesi temető munkásmozgalmi parcellájában nyugszik.

## Családja
Felesége Lányi Sarolta (1891–1975) költő, lánya Czóbel Anna (1918–2012) egyetemi tanár, operatőr volt. Testvére Czóbel Béla (1883–1976) Kossuth-díjas festőművész volt.

## Emlékezete
Budapesten a XIV. kerület Tábornok u. 24. alatt 2011-ig középiskolai kollégium viselte a nevét (ma Gárdonyi Géza kollégium).

## Művei
- Zur Geschichte des Kommunistenbundes (Lipcse, 1925)
- Heltai Gáspár dialógusa a részegségről és tobzódásról (Budapest, Franklin Könyvnyomda, 1911)
- Karl Marx, Chronik seines Lebens in einzeldaten (Moszkva, 1934)
- Válogatott írásai (Budapest, Kossuth Könyvkiadó, 1963)

### Műfordításai
- Anatole France: A fehér kövön (bev. Pogány József, Budapest, Révai Könyvnyomda, 1914)
- Vlagyimir Iljics Lenin: Materiaizmus és empiriokriticizmus : kritikai megjegyzések egy reakciós filozófiáról (Budapest, Szikra Könyvkiadó, 1949)
- Leonid Andrejev: A világpolgár és egyéb elbeszélések (Budapest, Sachs, 1904)